# Heteropterna caraibeana
Heteropterna caraibeana är en tvåvingeart som beskrevs av Loïc Matile 1982. Heteropterna caraibeana ingår i släktet Heteropterna och familjen platthornsmyggor. Inga underarter finns listade i Catalogue of Life.